# Liam Murphy
Liam Murphy es un personaje ficticio de la serie de televisión australiana Home and Away, interpretado por el actor y cantante Axle Whitehead, desde el 5 de marzo de 2009 y hasta el 3 de abril de 2013.

## Biografía
Durante uno de sus conciertos le ofrece a Belle Taylor drogas.
Después de otra temporada en rehabilitación, la estrella de rock Liam Murphy regresa a Summer Bay limpio y ansioso por comenzar una nueva vida. 
Esperando que la gente de Bay lo ayudaran a mantenerse limpio, está determinado a arreglar y pedir perdón a todas las personas que lastimo, en especial a Aden Jefferies y Nicole Franklin. 
Liam está divorciado de su esposa modelo y tiene un hijo con ella llamado Ash. Hace poco terminó su relación con Nicole.
En el 2010 poco después de la llegada de la hermana mayor de April, Bianca Scott, Liam inmediatamente se siente atraído por ella y más tarde comienzan una relación con Liam, incluso pasan la noche juntos, pero cuando el ex-prometido de esta, Vittorio llega a Summer Bay para tratar de ganársela de nuevo y la besa, Liam los ve y decide que ya tuvo suficiente y se va de la bahía. Más tarde Liam regresa a Summer Bay.
Poco después Liam regresa a la bahía con una nueva novia, Nina, lo que provoca celos en Bianca, no mucho después Liam termina con Nina y el día de la boda de Bianca, en el último momento deja a Vittorio en el altar para irse con Liam, después de darse cuenta de que es a Liam a quien ama, luego la pareja huye de la iglesia para comenzar una nueva vida.
En el 2012 finalmente Liam y Bianca se casan, poco después Bianca descubre que está embarazada y cuando se hace los análisis la pareja descubre que el bebé que está esperando es del exnovio de Bianca, Heath Braxton. Poco después comienza a salir con Indigo Walker sin embargo la relación no dura y terminan cuando Liam se da cuenta de que Indi todavía amaba a Romeo Smith.
En el 2013 Liam decide irse de la bahía luego de darse cuenta de que ya no tenía nada ahí, luego de su divorcio con Bianca y haber sido despedido de Angelo's por robar dinero de la caja, el cual le mandó a su exesposa Chelsea para su hijo Ash.